# Boyhood
Boyhood és un drama estrenat el 2014, dirigit, escrit i coproduït per Richard Linklater i protagonitzada per Patricia Arquette, Ethan Hawke, Ellar Coltrane i Lorelei Linklater. La pel·lícula retrata la vida d'un noi (Mason), des dels sis anys fins a l'entrada a la universitat. Aquest film es va rodar de manera intermitent al llarg de dotze anys amb el mateix repartiment d'actors. En la 68 edició dels premis Bafta de l'acadèmia britànica, Boyhood s'endugué el BAFTA a la millor pel·lícula, millor director i millor actriu secundària per Patricia Arquette. Oscar a la millor actriu secundària per Patricia Arquette. Ha estat subtitulada al català.

## Argument
En les prop de tres hores de metratge Linklater mostra dotze anys de la vida d'una família, centrant-se en Mason (Ellar Coltrane) des que té sis anys fins a l'arribada a la universitat, les experiències d'aquest noi i la seva germana Samantha (Lorelei Linklater), al col·legi, l'institut, les contínues mudances, les amistats, les primeres experiències amoroses. La cinta comença quan la seva mare Olivia (Patricia Arquette) decideix que es trasllada amb els seus fills cap a Houston, just quan el pare dels seus fills, Mason (Ethan Hawke) acaba d'arribar d'Alaska.

## Repartiment
- Ellar Coltranel: Mason
- Patricia Arquette: Olivia, Mare d'en Mason
- Ethan Hawke: Pare
- Lorelei Linklater: Samantha, germana d'en Mason
- Libby Villari: Àvia materna
- Elijah Smith: Tommy
- Marco Perella: Professor Bill Welbrock
- Bonnie Cross: Mestra
- Steven Chester Prince: Ted
- Tamara Jolaine: Tammy
- Nick Krause: Charlie
- Jordan Howard: Tony
- Evie Thompson: Jill
- Brad Hawkins: Jim
- Jenni Tooley: Annie
- Zoe Graham: Sheena

## Al voltant de la pel·lícula
Rodada en 39 dies del 2002 al 2013, Linklater reunia el seu equip una setmana a l'any per reprendre la filmació. El guió de Boyhood comença amb la imatge d'un nen estirat sobre l'herba, al costat de l'escola, en una actitud somiadora Els assajos dues setmanes abans de començar la producció permetien parlar sobre les motivacions dels personatges i reescriure els diàlegs, però sense lloc a la improvisació. Tot i ser filmada al llarg de dotze anys els directors de fotografia Lee Daniel i Shane F. Kelly aconsegueixen una continuïtat visual gràcies a la utilització del cel·luloide (35 mm).

### La representació del temps
Linklater és un cineasta que treballa amb la representació, l'expressió del temps i les diferents etapes de la vida. Ja en la seva trilogia Abans de (Abans de l'alba, Abans de la posta, Abans del capvespre) veiem madurar els personatges protagonistes Jesse i Céline al llarg de gairebé 20 anys. A Boyhood el pas del temps és el motor del relat, un element que Richard Linklater utilitza per captar i transmetre l'essència de cada moment en l'evolució dels personatges.

### Crítiques
A l'agregador online Metacritic té una puntuació de 100 sobre 100 basada en els comentaris de 50 crítics. Al portal Rotten Tomatoes un 98% de crítiques positives.
Per Los Angeles Times la pel·lícula ens mostra essencialment una sèrie d'instantànies, que juga com ho faria en la vida real. Bàsicament, els espectadors estan veient el procés d'envelliment natural, diferent dels productes fabricats a Hollywood.
La revista RollingStone considera Boyhood com una de les deu millors pel·lícules de l'any per la seva potència emocional, la indeleble interpretació d'Ethan Hawke i Patricia Arquette i la considera com l'expressió personal més pura de Linklater.
Segons Holly Willis a Filmcomment Linklater troba una manera de donar-nos la vida i els cossos dels seus personatges, que creixen i canvien amb el teló de fons del món i els seus esdeveniments al llarg del temps.

## Premis i nominacions
- Oscars
  - Millor actriu secundària per Patricia Arquette
  - Nominació millor pel·lícula
  - Nominació millor director
- Spirit Awards
  - Millor director per Richard Linklater.[18]
  - Millor actriu de repartiment per Patricia Arquette.
- 68 edició premis BAFTA[3]
  - Millor pel·lícula[19]
  - Millor director
  - Millor actriu de repartiment per Patricia Arquette.
- 72 edició Globus d'Or[20]
  - Millor film dramàtic
  - Millor director
  - Millor actriu de repartiment per Patricia Arquette.
- Berlinale 2014.Festival internacional del film de Berlin 2014 :[21]
  - Ós de plata Millor director per Richard Linklater
  - Reader Jury of the Berliner Morgenpost
  - Prize of the Guild of German Art House Cinemas
  - Nominada a l'Ós d'or per la millor pel·lícula
- Festival Internacional de Cine de San Sebastián :FIPRESCI, pel·lícula de l'any
- San Francisco International Film Festival 2014: Founder’s Directing Award per Richard Linklater
- Seattle International Film Festival 2014 :
  - Millor Film
  - Millor Director
  - Millor actriu per Patricia Arquette
- New York Film Critics Circle 2014:[22]
  - Millor Film
  - Millor Director
  - Millor actriu secundària per Patricia Arquette

## Seleccions
- Festival de Sundance 2014 Secció « Premieres »[23]
- Festival de Sydney 2014